# اچ‌ام‌ای‌اس اریون
اچ‌ام‌ای‌اس اریون (به انگلیسی: HMAS Orion) یک زیردریایی بود که طول آن ۲۹۵٫۲ فوت (۹۰٫۰ متر) بود. این زیردریایی در سال ۱۹۷۴ ساخته شد.